# Cinquième district congressionnel de l'Indiana
Le 5e district congressionnel de l'Indiana est un district de l'État américain de l'Indiana comprenant les comtés de Hamilton, Madison, Delaware, Grant et Tipton, ainsi que la majorité du comté de Howard. La majorité de sa population est localisée dans les banlieues nord d'Indianapolis, incluant Carmel, Noblesville et Fishers et d'autres centres de population tels que Muncie, Kokomo, Anderson et Marion. Ce district de banlieue est majoritairement blanc et est le district congressionnel le plus riche de l'Indiana, par revenu médian.
Le district est actuellement représenté par la Républicaine Victoria Spartz.

## Géographie
Selon les outils de profil des électeurs de l'APM Research Lab (avec l'enquête sur la communauté américaine de 2019 du Bureau du recensement des États-Unis), le district comptait environ 585 000 électeurs potentiels (citoyens, âgés de 18 ans et plus). Parmi ceux-ci, 84 % sont blancs et 8 % sont noirs. Les immigrés représentent 4 % des électeurs potentiels du district. Le revenu médian des ménages (avec un ou plusieurs électeurs potentiels) dans le district est d'environ 76 700 $, tandis que 7 % des ménages vivent en dessous du seuil de pauvreté. En ce qui concerne le niveau d'instruction des électeurs potentiels de la circonscription, 45 % détiennent un baccalauréat ou un diplôme supérieur.

### Composition
| #  | Comté    | Siège       | Population |
| -- | -------- | ----------- | ---------- |
| 35 | Delaware | Muncie      | 112 031    |
| 53 | Grant    | Marion      | 66 022     |
| 57 | Hamilton | Noblesville | 364 921    |
| 67 | Howard   | Kokomo      | 83 574     |
| 95 | Madison  | Anderson    | 131 744    |
| 73 | Tipton   | Tipton      | 15 361     |

### Villes de 10 000 personnes et plus
- Carmel - 100 777
- Fishers - 98 977
- Noblesville - 69 604
- Muncie - 65 194
- Kokomo - 59 604
- Westfield - 58 410
- Anderson - 54 788
- Marion - 28 310
- Yorktown - 11 548

### Villes de 2 500 à 10 000 personnes
- Elwood - 8 410
- Gas City - 6 157
- Cicero - 5 301
- Tipton - 5 275
- Alexandria - 5 149
- Pendleton - 4 717
- Upland - 3 821
- Fairmount - 3 682
- Sheridan - 3 106

## Historique de vote
| Année | Poste      | Résultats                |
| ----- | ---------- | ------------------------ |
| 2000  | Président  | Bush 69,0 % - 30,0 %     |
| 2004  | Président  | Bush 71,0 % - 28,0 %     |
| 2008  | Président  | McCain 59,0 % - 40,0 %   |
| 2012  | Président  | Romney 57,5 % - 40,7 %   |
| 2012  | Gouverneur | Pence 55,0 % - 40,0 %    |
| 2012  | Sénateur   | Donnelly 47,4 % - 46,2 % |
| 2016  | Président  | Trump 53,1 % - 41,3 %    |
| 2018  | Sénateur   | Braun 48,4 % - 47,9 %    |
| 2020  | Président  | Trump 59,0 % - 40,0 %    |

Depuis 2022, le 5e district de l'Indiana est situé dans le centre de l'Indiana. Il comprend les comtés du Delaware, Grant, Hamilton, Howard, Madison et Tipton.

## Liste des Représentants du district
| Membre                         | Parti                | Années                          | Congrès     | Histoire électorale | Zone géographique |
| ------------------------------ | -------------------- | ------------------------------- | ----------- | --- | ----------------- |
| District établi le 4 mars 1833 |                      |                                 |             | |                   |
| Jonathan McCarty (en)          | Jacksonien (en)      | 4 mars 1833 - 3 mars 1835       | 23e, 24e    | Redécoupage vers le 3e district et réélu en 1833. Réélu en 1835. perd sa réélection.                                                     | 1833–1843         |
| Jonathan McCarty (en)          | Anti-Jacksonien      | 4 mars 1835 - 3 mars 1837       | 23e, 24e    | Redécoupage vers le 3e district et réélu en 1833. Réélu en 1835. perd sa réélection.                                                     | 1833–1843         |
| James Rariden (en)             | Whig                 | 4 mars 1837 - 3 mars 1841       | 25e, 26e    | Élu en 1837. Réélu en 1839. Retrait. | 1833–1843         |
| Andrew Kennedy (en)            | Démocrate            | 4 mars 1841 - 3 mars 1843       | 27e         | Élu en 1841. Redécoupage vers le 10e district.                                                                                           | 1833–1843         |
| William J. Brown (en)          | Démocrate            | 4 mars 1843 - 3 mars 1845       | 28e         | Élu en 1843. Retrait. | 1843–1853         |
| William W. Wick (en)           | Démocrate            | 4 mars 1845 - 3 mars 1849       | 29e, 30e    | Élu en 1845. Réélu en 1847. Retrait. | 1843–1853         |
| William J. Brown (en)          | Démocrate            | 4 mars 1849 - 3 mars 1851       | 31e         | Élu en 1849. perd sa renomination. | 1843–1853         |
| Thomas A. Hendricks            | Démocrate            | 4 mars 1851 - 3 mars 1853       | 32e         | Élu en 1851. Redécoupage vers le 6e district.                                                                                            | 1843–1853         |
| Samuel W. Parker (en)          | Whig                 | 4 mars 1853 - 3 mars 1855       | 33e         | Redécoupage depuis le 4e district et réélu en 1852. Retrait.                                                                             | 1853–1863         |
| David P. Holloway (en)         | Parti du Peuple (en) | 4 mars 1855 - 3 mars 1857       | 34e         | Élu en 1854. Retrait. | 1853–1863         |
| David Kilgore (en)             | Républicain          | 4 mars 1857 - 3 mars 1861       | 35e, 36e    | Élu en 1856. Réélu en 1858. Retrait. | 1853–1863         |
| George W. Julian (en)          | Républicain          | 4 mars 1861 - 3 mars 1869       | 37e - 40e   | Élu en 1860. Réélu en 1862. Réélu en 1864. Réélu en 1866. Redécoupage vers le 4e district.                                               | 1853–1863         |
| George W. Julian (en)          | Républicain          | 4 mars 1861 - 3 mars 1869       | 37e - 40e   | Élu en 1860. Réélu en 1862. Réélu en 1864. Réélu en 1866. Redécoupage vers le 4e district.                                               | 1863–1873         |
| John Coburn (en)               | Républicain          | 4 mars 1869 - 3 mars 1875       | 41e - 43e   | Redécoupage depuis le 6e district et réélu en 1868. Réélu en 1870. Réélu en 1872. Redécoupage vers le 7e district et perd sa réélection. |                   |
| John Coburn (en)               | Républicain          | 4 mars 1869 - 3 mars 1875       | 41e - 43e   | Redécoupage depuis le 6e district et réélu en 1868. Réélu en 1870. Réélu en 1872. Redécoupage vers le 7e district et perd sa réélection. | 1873–1883         |
| William S. Holman (en)         | Démocrate            | 4 mars 1875 - 3 mars 1877       | 44e         | Redécoupage depuis le 3e district et réélu en 1874. perd sa réélection.                                                                  |                   |
| Thomas M. Browne (en)          | Républicain          | 4 mars 1877 - 3 mars 1881       | 45e, 46e    | Élu en 1876. Réélu en 1878. Redécoupage vers le 6e district.                                                                             |                   |
| Courtland C. Matson (en)       | Démocrate            | 4 mars 1881 - 3 mars 1889       | 47e - 50e   | Élu en 1880. Réélu en 1882. Réélu en 1884. Réélu en 1886. Retrait pour se présenter comme Gouverneur de l'Indiana.                       |                   |
| Courtland C. Matson (en)       | Démocrate            | 4 mars 1881 - 3 mars 1889       | 47e - 50e   | Élu en 1880. Réélu en 1882. Réélu en 1884. Réélu en 1886. Retrait pour se présenter comme Gouverneur de l'Indiana.                       | 1883–1893         |
| George W. Cooper (en)          | Démocrate            | 4 mars 1889 - 3 mars 1895       | 51e - 53e   | Élu en 1888. Réélu en 1890. Réélu en 1892. perd sa réélection.                                                                           |                   |
| George W. Cooper (en)          | Démocrate            | 4 mars 1889 - 3 mars 1895       | 51e - 53e   | Élu en 1888. Réélu en 1890. Réélu en 1892. perd sa réélection.                                                                           | 1893–1903         |
| Jesse Overstreet (en)          | Républicain          | 4 mars 1895 - 3 mars 1897       | 54e         | Élu en 1894. Redécoupage vers le 7e district.                                                                                            |                   |
| George W. Farris               | Républicain          | 4 mars 1897 - 3 mars 1901       | 55e, 56e    | Redécoupage depuis le 8e district et réélu en 1896. Réélu en 1898. Retrait.                                                              |                   |
| Elias S. Holliday (en)         | Républicain          | 4 mars 1901 - 3 mars 1909       | 57e - 60e   | Élu en 1900. Réélu en 1902. Réélu en 1904. Réélu en 1906. Retrait.                                                                       |                   |
| Elias S. Holliday (en)         | Républicain          | 4 mars 1901 - 3 mars 1909       | 57e - 60e   | Élu en 1900. Réélu en 1902. Réélu en 1904. Réélu en 1906. Retrait.                                                                       | 1903–1913         |
| Ralph Wilbur Moss (en)         | Démocrate            | 4 mars 1909 - 3 mars 1917       | 61e - 64e   | Élu en 1908. Réélu en 1910. Réélu en 1912. Réélu en 1914. perd sa réélection.                                                            |                   |
| Ralph Wilbur Moss (en)         | Démocrate            | 4 mars 1909 - 3 mars 1917       | 61e - 64e   | Élu en 1908. Réélu en 1910. Réélu en 1912. Réélu en 1914. perd sa réélection.                                                            | 1913–1933         |
| Everett Sanders (en)           | Républicain          | 4 mars 1917 - 3 mars 1925       | 65e - 68e   | Élu en 1916. Réélu en 1918. Réélu en 1920. Réélu en 1922. Retrait.                                                                       |                   |
| Noble J. Johnson (en)          | Républicain          | 4 mars 1925 - 3 mars 1931       | 69e - 71e   | Élu en 1924. Réélu en 1926. Réélu en 1928. perd sa réélection.                                                                           |                   |
| Courtland C. Gillen (en)       | Démocrate            | 4 mars 1931 - 3 mars 1933       | 72e         | Élu en 1930. perd sa renomination. |                   |
| Glenn Grisworld                | Démocrate            | 4 mars 1933 - 3 janvier 1939    | 73e - 75e   | Redécoupage depuis le 11e district et réélu en 1932. Réélu en 1934. Réélu en 1936. perd sa réélection.                                   | 1933–1943         |
| Forest Harness (en)            | Républicain          | 3 janvier 1939 - 3 janvier 1951 | 76e - 80e   | Élu en 1938. Réélu en 1940. Réélu en 1942. Réélu en 1944. Réélu en 1946. perd sa réélection.                                             | 1933–1943         |
| Forest Harness (en)            | Républicain          | 3 janvier 1939 - 3 janvier 1951 | 76e - 80e   | Élu en 1938. Réélu en 1940. Réélu en 1942. Réélu en 1944. Réélu en 1946. perd sa réélection.                                             | 1943–1953         |
| John R. Walsh (en)             | Démocrate            | 3 janvier 1949 - 3 janvier 1951 | 81e         | Élu en 1948. perd sa réélection. |                   |
| John V. Beamer (en)            | Républicain          | 3 janvier 1951 - 3 janvier 1959 | 82e - 85e   | Élu en 1950. Réélu en 1952. Réélu en 1954. Réélu en 1956. perd sa réélection.                                                            |                   |
| John V. Beamer (en)            | Républicain          | 3 janvier 1951 - 3 janvier 1959 | 82e - 85e   | Élu en 1950. Réélu en 1952. Réélu en 1954. Réélu en 1956. perd sa réélection.                                                            | 1953–1963         |
| J. Edward Roush (en)           | Démocrate            | 3 janvier 1959 - 3 janvier 1961 | 86e         | Élu en 1958. Siège vacant jusqu'à ce que la contestation de l'élection soit statuée.                                                     |                   |
| Vacant                         | Vacant               | 3 janvier 1961 - 14 juin 1961   | 87e         | |                   |
| J. Edward Roush (en)           | Démocrate            | 14 juin 1961 - 3 janvier 1969   | 87e - 90e   | Élu en 1960. Réélu en 1962. Réélu en 1964. Réélu en 1966. Redécoupage vers le 4e district et pers sa réélection.                         |                   |
| J. Edward Roush (en)           | Démocrate            | 14 juin 1961 - 3 janvier 1969   | 87e - 90e   | Élu en 1960. Réélu en 1962. Réélu en 1964. Réélu en 1966. Redécoupage vers le 4e district et pers sa réélection.                         | 1963–1973         |
| Richard L. Roudebush (en)      | Républicain          | 3 janvier 1969 - 3 janvier 1971 | 91e         | Redécoupage depuis le 10e district et réélu en 1968. Retrait pour se présenter comme Sénateur des États-Unis.                            |                   |
| Elwood Hillis                  | Républicain          | 3 janvier 1971 - 3 janvier 1987 | 92e - 99e   | Élu en 1970. Réélu en 1972. Réélu en 1974. Réélu en 1976. Réélu en 1978. Réélu en 1980. Réélu en 1982. Réélu en 1984. Retrait.           |                   |
| Elwood Hillis                  | Républicain          | 3 janvier 1971 - 3 janvier 1987 | 92e - 99e   | Élu en 1970. Réélu en 1972. Réélu en 1974. Réélu en 1976. Réélu en 1978. Réélu en 1980. Réélu en 1982. Réélu en 1984. Retrait.           | 1973–1983         |
| Elwood Hillis                  | Républicain          | 3 janvier 1971 - 3 janvier 1987 | 92e - 99e   | Élu en 1970. Réélu en 1972. Réélu en 1974. Réélu en 1976. Réélu en 1978. Réélu en 1980. Réélu en 1982. Réélu en 1984. Retrait.           | 1983–2003         |
| Jim Jontz                      | Démocrate            | 3 janvier 1987 - 3 janvier 1993 | 100e - 102e | Élu en 1986. Réélu en 1988. Réélu en 1990. perd sa réélection.                                                                           |                   |
| Steve Buyer (en)               | Républicain          | 3 janvier 1993 - 3 janvier 2003 | 103e - 107e | Élu en 1992. Réélu en 1994. Réélu en 1996. Réélu en 1998. Réélu en 2000. Redécoupage vers le 4e district.                                |                   |
| Dan Burton                     | Républicain          | 3 janvier 2003 - 3 janvier 2013 | 108e - 112e | Redécoupage depuis le 6e district et réélu en 2002. Réélu en 2004. Réélu en 2006. Réélu en 2008. Réélu en 2010. Retrait.                 | 2003–2013         |
| Susan Brooks                   | Républicain          | 3 janvier 2013 - 3 janvier 2021 | 113e - 116e | Élue en 2012. Réélue en 2014. Réélue en 2016. Réélue en 2018. Retrait.                                                                   | 2013–2023         |
| Victoria Spartz                | Républicain          | 3 janvier 2021 - Présent        | 117e, 118e  | Élue en 2020. Réélue en 2022. Retrait.                                                                                                   | 2013–2023         |
| Victoria Spartz                | Républicain          | 3 janvier 2021 - Présent        | 117e, 118e  | Élue en 2020. Réélue en 2022. Retrait.                                                                                                   | 2023–Présent      |

## Résultats des récentes élections
Voici les résultats des dix précédents cycles électoraux dans le district.

### 2004
| Élection de 2004 du 5e district congressionnel de l'Indiana | Élection de 2004 du 5e district congressionnel de l'Indiana | Élection de 2004 du 5e district congressionnel de l'Indiana | Élection de 2004 du 5e district congressionnel de l'Indiana | Élection de 2004 du 5e district congressionnel de l'Indiana |
| ----------------------------------------------------------- | ----------------------------------------------------------- | ----------------------------------------------------------- | ----------------------------------------------------------- | ----------------------------------------------------------- |
| Parti                                                       | Parti                                                       | Candidat                                                    | Votes                                                       | %                                                           |
|                                                             | Républicain                                                 | Dan Burton (sortant)                                        | 228 718                                                     | 71,84                                                       |
|                                                             | Démocrate                                                   | Katherine Fox Carr                                          | 82 637                                                      | 25,96                                                       |
|                                                             | Libertarien                                                 | Rick Hodgin                                                 | 7 008                                                       | 2,20                                                        |
| Total des votes                                             | Total des votes                                             | Total des votes                                             | 318 363                                                     | 100 %                                                       |
|                                                             | Les Républicains conservent                                 |                                                             |                                                             |                                                             |

### 2006
| Élection de 2006 du 5e district congressionnel de l'Indiana | Élection de 2006 du 5e district congressionnel de l'Indiana | Élection de 2006 du 5e district congressionnel de l'Indiana | Élection de 2006 du 5e district congressionnel de l'Indiana | Élection de 2006 du 5e district congressionnel de l'Indiana |
| ----------------------------------------------------------- | ----------------------------------------------------------- | ----------------------------------------------------------- | ----------------------------------------------------------- | ----------------------------------------------------------- |
| Parti                                                       | Parti                                                       | Candidat                                                    | Votes                                                       | %                                                           |
|                                                             | Républicain                                                 | Dan Burton (sortant)                                        | 133 118                                                     | 64,96                                                       |
|                                                             | Démocrate                                                   | Katherine Fox Carr                                          | 64 362                                                      | 31,41                                                       |
|                                                             | Libertarien                                                 | Sheri Conover Sharlow                                       | 7 431                                                       | 3,63                                                        |
| Total des votes                                             | Total des votes                                             | Total des votes                                             | 204 821                                                     | 100 %                                                       |
|                                                             | Les Républicains conservent                                 |                                                             |                                                             |                                                             |

### 2008
| Élection de 2008 du 5e district congressionnel de l'Indiana | Élection de 2008 du 5e district congressionnel de l'Indiana | Élection de 2008 du 5e district congressionnel de l'Indiana | Élection de 2008 du 5e district congressionnel de l'Indiana | Élection de 2008 du 5e district congressionnel de l'Indiana |
| ----------------------------------------------------------- | ----------------------------------------------------------- | ----------------------------------------------------------- | ----------------------------------------------------------- | ----------------------------------------------------------- |
| Parti                                                       | Parti                                                       | Candidat                                                    | Votes                                                       | %                                                           |
|                                                             | Républicain                                                 | Dan Burton (sortant)                                        | 234 507                                                     | 65,59                                                       |
|                                                             | Démocrate                                                   | Mary Etta Ruley                                             | 123 021                                                     | 34,41                                                       |
| Total des votes                                             | Total des votes                                             | Total des votes                                             | 357 528                                                     | 100 %                                                       |
|                                                             | Les Républicains conservent                                 |                                                             |                                                             |                                                             |

### 2010
| Élection de 2010 du 5e district congressionnel de l'Indiana | Élection de 2010 du 5e district congressionnel de l'Indiana | Élection de 2010 du 5e district congressionnel de l'Indiana | Élection de 2010 du 5e district congressionnel de l'Indiana | Élection de 2010 du 5e district congressionnel de l'Indiana |
| ----------------------------------------------------------- | ----------------------------------------------------------- | ----------------------------------------------------------- | ----------------------------------------------------------- | ----------------------------------------------------------- |
| Parti                                                       | Parti                                                       | Candidat                                                    | Votes                                                       | %                                                           |
|                                                             | Républicain                                                 | Dan Burton (sortant)                                        | 146 899                                                     | 62,14                                                       |
|                                                             | Démocrate                                                   | Tim Crawford                                                | 60 024                                                      | 25,39                                                       |
|                                                             | Libertarien                                                 | Richard Reid                                                | 18 266                                                      | 7,73                                                        |
|                                                             | Indépendant                                                 | Jesse C. Trueblood                                          | 11 218                                                      | 4,75                                                        |
| Total des votes                                             | Total des votes                                             | Total des votes                                             | 236 407                                                     | 100 %                                                       |
|                                                             | Les Républicains conservent                                 |                                                             |                                                             |                                                             |

### 2012
| Élection de 2012 du 5e district congressionnel de l'Indiana | Élection de 2012 du 5e district congressionnel de l'Indiana | Élection de 2012 du 5e district congressionnel de l'Indiana | Élection de 2012 du 5e district congressionnel de l'Indiana | Élection de 2012 du 5e district congressionnel de l'Indiana |
| ----------------------------------------------------------- | ----------------------------------------------------------- | ----------------------------------------------------------- | ----------------------------------------------------------- | ----------------------------------------------------------- |
| Parti                                                       | Parti                                                       | Candidat                                                    | Votes                                                       | %                                                           |
|                                                             | Républicain                                                 | Susan Brooks                                                | 194 570                                                     | 58,37                                                       |
|                                                             | Démocrate                                                   | Scott Reske                                                 | 125 347                                                     | 37.60                                                       |
|                                                             | Libertarien                                                 | Chard Reid                                                  | 13 442                                                      | 4,03                                                        |
| Total des votes                                             | Total des votes                                             | Total des votes                                             | 333 359                                                     | 100 %                                                       |
|                                                             | Les Républicains conservent                                 |                                                             |                                                             |                                                             |

### 2014
| Élection de 2012 du 5e district congressionnel de l'Indiana | Élection de 2012 du 5e district congressionnel de l'Indiana | Élection de 2012 du 5e district congressionnel de l'Indiana | Élection de 2012 du 5e district congressionnel de l'Indiana | Élection de 2012 du 5e district congressionnel de l'Indiana |
| ----------------------------------------------------------- | ----------------------------------------------------------- | ----------------------------------------------------------- | ----------------------------------------------------------- | ----------------------------------------------------------- |
| Parti                                                       | Parti                                                       | Candidat                                                    | Votes                                                       | %                                                           |
|                                                             | Républicain                                                 | Susan Brooks (sortante)                                     | 105 277                                                     | 65,21                                                       |
|                                                             | Démocrate                                                   | Shawn Denney                                                | 49 756                                                      | 30,82                                                       |
|                                                             | Libertarien                                                 | John Krom                                                   | 6 407                                                       | 3,97                                                        |
| Total des votes                                             | Total des votes                                             | Total des votes                                             | 161 440                                                     | 100 %                                                       |
|                                                             | Les Républicains conservent                                 |                                                             |                                                             |                                                             |

### 2016
| Élection de 2016 du 5e district congressionnel de l'Indiana | Élection de 2016 du 5e district congressionnel de l'Indiana | Élection de 2016 du 5e district congressionnel de l'Indiana | Élection de 2016 du 5e district congressionnel de l'Indiana | Élection de 2016 du 5e district congressionnel de l'Indiana |
| ----------------------------------------------------------- | ----------------------------------------------------------- | ----------------------------------------------------------- | ----------------------------------------------------------- | ----------------------------------------------------------- |
| Parti                                                       | Parti                                                       | Candidat                                                    | Votes                                                       | %                                                           |
|                                                             | Républicain                                                 | Susan Brooks (sortante)                                     | 221 957                                                     | 61,46                                                       |
|                                                             | Démocrate                                                   | Angela Demaree                                              | 123 849                                                     | 34,29                                                       |
|                                                             | Libertarien                                                 | Matthew Wittlief                                            | 15 329                                                      | 4,24                                                        |
| Total des votes                                             | Total des votes                                             | Total des votes                                             | 361 135                                                     | 100 %                                                       |
|                                                             | Les Républicains conservent                                 |                                                             |                                                             |                                                             |

### 2018
| Élection de 2018 du 5e district congressionnel de l'Indiana | Élection de 2018 du 5e district congressionnel de l'Indiana | Élection de 2018 du 5e district congressionnel de l'Indiana | Élection de 2018 du 5e district congressionnel de l'Indiana | Élection de 2018 du 5e district congressionnel de l'Indiana |
| ----------------------------------------------------------- | ----------------------------------------------------------- | ----------------------------------------------------------- | ----------------------------------------------------------- | ----------------------------------------------------------- |
| Parti                                                       | Parti                                                       | Candidat                                                    | Votes                                                       | %                                                           |
|                                                             | Républicain                                                 | Susan Brooks (sortante)                                     | 180 035                                                     | 56,76                                                       |
|                                                             | Démocrate                                                   | Dee Thornton                                                | 137 142                                                     | 43,24                                                       |
| Total des votes                                             | Total des votes                                             | Total des votes                                             | 317 177                                                     | 100 %                                                       |
|                                                             | Les Républicains conservent                                 |                                                             |                                                             |                                                             |

### 2020
| Élection de 2020 du 5e district congressionnel de l'Indiana | Élection de 2020 du 5e district congressionnel de l'Indiana | Élection de 2020 du 5e district congressionnel de l'Indiana | Élection de 2020 du 5e district congressionnel de l'Indiana | Élection de 2020 du 5e district congressionnel de l'Indiana |
| ----------------------------------------------------------- | ----------------------------------------------------------- | ----------------------------------------------------------- | ----------------------------------------------------------- | ----------------------------------------------------------- |
| Parti                                                       | Parti                                                       | Candidat                                                    | Votes                                                       | %                                                           |
|                                                             | Républicain                                                 | Victoria Spartz                                             | 208 053                                                     | 50,0                                                        |
|                                                             | Démocrate                                                   | Christina Hale                                              | 190 898                                                     | 45,9                                                        |
|                                                             | Libertarien                                                 | Ken Tucker                                                  | 16 764                                                      | 4,0                                                         |
| Total des votes                                             | Total des votes                                             | Total des votes                                             | 415 718                                                     | 100 %                                                       |
|                                                             | Les Républicains conservent                                 |                                                             |                                                             |                                                             |

### 2022
| Primaire républicaine de 2022 du 5e district congressionnel de l'Indiana | Primaire républicaine de 2022 du 5e district congressionnel de l'Indiana | Primaire républicaine de 2022 du 5e district congressionnel de l'Indiana | Primaire républicaine de 2022 du 5e district congressionnel de l'Indiana | Primaire républicaine de 2022 du 5e district congressionnel de l'Indiana |
| ------------------------------------------------------------------------ | ------------------------------------------------------------------------ | ------------------------------------------------------------------------ | ------------------------------------------------------------------------ | ------------------------------------------------------------------------ |
| Parti                                                                    | Parti                                                                    | Candidat                                                                 | Votes                                                                    | %                                                                        |
|                                                                          | Républicain                                                              | Victoria Spartz (sortante)                                               | 47 128                                                                   | 100                                                                      |

| Primaire démocrate de 2022 du 5e district congressionnel de l'Indiana | Primaire démocrate de 2022 du 5e district congressionnel de l'Indiana | Primaire démocrate de 2022 du 5e district congressionnel de l'Indiana | Primaire démocrate de 2022 du 5e district congressionnel de l'Indiana | Primaire démocrate de 2022 du 5e district congressionnel de l'Indiana |
| --------------------------------------------------------------------- | --------------------------------------------------------------------- | --------------------------------------------------------------------- | --------------------------------------------------------------------- | --------------------------------------------------------------------- |
| Parti                                                                 | Parti                                                                 | Candidat                                                              | Votes                                                                 | %                                                                     |
|                                                                       | Démocrate                                                             | Jeannine Lee Lake                                                     | 10 192                                                                | 60,0                                                                  |
|                                                                       | Démocrate                                                             | Matt Hall                                                             | 6 799                                                                 | 40,0                                                                  |

| Élection de 2022 du 5e district congressionnel de l'Indiana | Élection de 2022 du 5e district congressionnel de l'Indiana | Élection de 2022 du 5e district congressionnel de l'Indiana | Élection de 2022 du 5e district congressionnel de l'Indiana | Élection de 2022 du 5e district congressionnel de l'Indiana |
| ----------------------------------------------------------- | ----------------------------------------------------------- | ----------------------------------------------------------- | ----------------------------------------------------------- | ----------------------------------------------------------- |
| Parti                                                       | Parti                                                       | Candidat                                                    | Votes                                                       | %                                                           |
|                                                             | Républicain                                                 | Victoria Spartz (sortante)                                  | TBD                                                         | TBD                                                         |
|                                                             | Démocrate                                                   | Jeannine Lee Lake                                           | TBD                                                         | TBD                                                         |
| Total des votes                                             | Total des votes                                             | Total des votes                                             | TBD                                                         | 100 %                                                       |
|                                                             | Les Républicains conservent                                 |                                                             |                                                             |                                                             |

### 2024
| Primaire républicaine de 2024 du 5e district congressionnel de l'Indiana | Primaire républicaine de 2024 du 5e district congressionnel de l'Indiana | Primaire républicaine de 2024 du 5e district congressionnel de l'Indiana | Primaire républicaine de 2024 du 5e district congressionnel de l'Indiana | Primaire républicaine de 2024 du 5e district congressionnel de l'Indiana |
| ------------------------------------------------------------------------ | ------------------------------------------------------------------------ | ------------------------------------------------------------------------ | ------------------------------------------------------------------------ | ------------------------------------------------------------------------ |
| Parti                                                                    | Parti                                                                    | Candidat                                                                 | Votes                                                                    | %                                                                        |
|                                                                          | Républicain                                                              | Victoria Spartz (sortante)                                               | 31 674                                                                   | 39,1                                                                     |
|                                                                          | Républicain                                                              | Chuck Goodrich                                                           | 26 865                                                                   | 33,1                                                                     |
|                                                                          | Républicain                                                              | Max Engling                                                              | 7 841                                                                    | 9,7                                                                      |
|                                                                          | Républicain                                                              | Raju Chinthala                                                           | 5 742                                                                    | 7,1                                                                      |
|                                                                          | Républicain                                                              | Mark Hurt                                                                | 4 431                                                                    | 5,5                                                                      |
|                                                                          | Républicain                                                              | Larry Savage                                                             | 1 569                                                                    | 1,9                                                                      |
|                                                                          | Républicain                                                              | Matthew Peiffer                                                          | 1 379                                                                    | 1,7                                                                      |
|                                                                          | Républicain                                                              | Patrick Malayter                                                         | 800                                                                      | 1,0                                                                      |
|                                                                          | Républicain                                                              | LD Powell                                                                | 729                                                                      | 0,9                                                                      |

| Primaire démocrate de 2024 du 5e district congressionnel de l'Indiana | Primaire démocrate de 2024 du 5e district congressionnel de l'Indiana | Primaire démocrate de 2024 du 5e district congressionnel de l'Indiana | Primaire démocrate de 2024 du 5e district congressionnel de l'Indiana | Primaire démocrate de 2024 du 5e district congressionnel de l'Indiana |
| --------------------------------------------------------------------- | --------------------------------------------------------------------- | --------------------------------------------------------------------- | --------------------------------------------------------------------- | --------------------------------------------------------------------- |
| Parti                                                                 | Parti                                                                 | Candidat                                                              | Votes                                                                 | %                                                                     |
|                                                                       | Démocrate                                                             | Deborah Pickett                                                       | 11 858                                                                | 59,5                                                                  |
|                                                                       | Démocrate                                                             | Ryan Pfenninger                                                       | 8 082                                                                 | 40,5                                                                  |

| Élection de 2024 du 5e district congressionnel de l'Indiana | Élection de 2024 du 5e district congressionnel de l'Indiana | Élection de 2024 du 5e district congressionnel de l'Indiana | Élection de 2024 du 5e district congressionnel de l'Indiana | Élection de 2024 du 5e district congressionnel de l'Indiana |
| ----------------------------------------------------------- | ----------------------------------------------------------- | ----------------------------------------------------------- | ----------------------------------------------------------- | ----------------------------------------------------------- |
| Parti                                                       | Parti                                                       | Candidat                                                    | Votes                                                       | %                                                           |
|                                                             | Républicain                                                 | Victoria Spartz (sortante)                                  | 203 293                                                     | 56,6                                                        |
|                                                             | Démocrate                                                   | Deborah Pickett                                             | 136 554                                                     | 38,0                                                        |
|                                                             | Indépendant                                                 | Robby Slaughter                                             | 9790                                                        | 2,7                                                         |
|                                                             | Libertarien                                                 | Lauri Shillings                                             | 9567                                                        | 2,7                                                         |
| Total des votes                                             | Total des votes                                             | Total des votes                                             | 359 204                                                     | 100 %                                                       |
|                                                             | Les Républicains conservent                                 |                                                             |                                                             |                                                             |